# Аламито

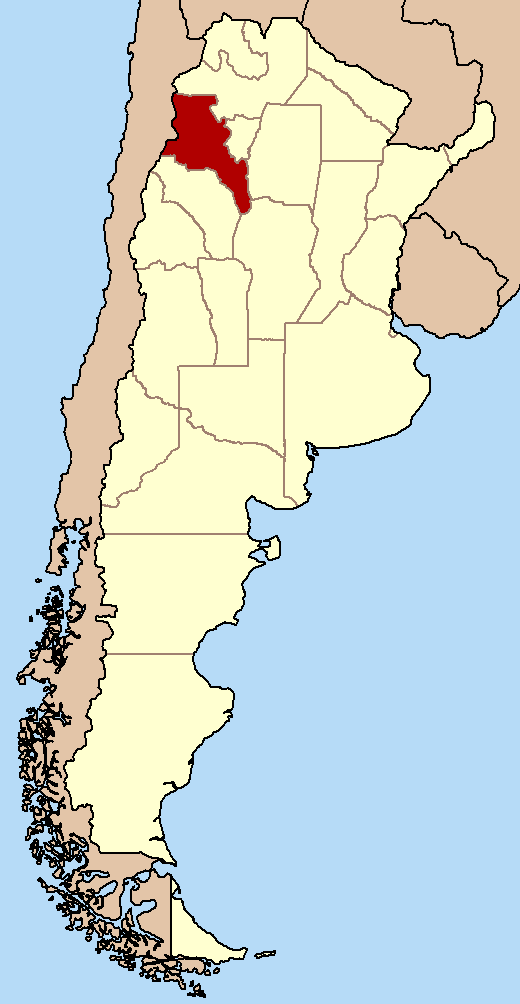
Провинция Катамарка на карте Аргентины

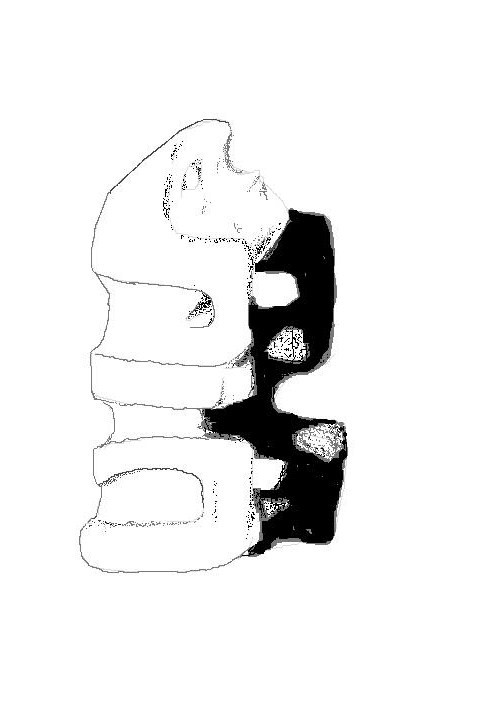
Монолитная скульптура «Молящийся».

Культура Аламито существовала между 400 г. до н. э. и 650 г. н. э. в провинции Катамарка (Аргентина).
Имела хорошо развитые контакты с культурой Кондоруаси, которая оказала на Аламито сильное влияние.
Экономика основывалась на сельском хозяйстве, выращивании лам и сборе плодов рожкового дерева и растения «чаньяр» (исп. Chañar) Geoffroea decorticans.
Также к культуре Аламито относится довольно реалистичная каменная скульптура «Молящийся».